# Samsung Galaxy Z Flip
Il Samsung Galaxy Z Flip è uno smartphone pieghevole basato su Android sviluppato da Samsung Electronics. La sua esistenza è stata rivelata per la prima volta in una pubblicità durante gli Academy Awards del 2020. Presentato insieme al Galaxy S20 l'11 febbraio 2020, è stato immesso sul mercato il 14 febbraio 2020. A differenza del Galaxy Fold, il dispositivo si piega verticalmente e utilizza un rivestimento in vetro ibrido marchiato "Infinity Flex Display".

## Specifiche

### Design
Il Galaxy Z Flip è costruito con un telaio in alluminio e un "vetro ultrasottile" 0,0012 pollici con uno strato di plastica simile al Galaxy Fold, prodotto da Samsung con materiali di Schott AG, che viene "prodotto utilizzando un processo di intensificazione per migliorare la sua flessibilità e durata" e iniettato con un "materiale speciale fino a una profondità non rivelata per ottenere una durezza costante"; un vetro Gorilla Glass convenzionale viene invece utilizzato nella parte posteriore. Il Galaxy Z Flip è il primo smartphone pieghevole a utilizzare un display in vetro, mentre i precedenti telefoni pieghevoli come Motorola Razr e Galaxy Fold hanno utilizzato display in plastica. L'uso di un display in vetro produce uno schermo più resistente e riduce la piega dello schermo nel punto di piegatura. Il meccanismo a cerniera è ora rinforzato con fibre di nylon progettate per proteggere la polvere; Samsung ha stimato il limite massimo di piegatura in circa 200.000 utilizzi. Il dispositivo è disponibile in tre colori (Mirror Purple, Mirror Black e Mirror Gold), la cui disponibilità può variare a seconda del Paese o del distributore. Z Flip è disponibile anche nell'edizione limitata Thom Browne, che presenta un design con un tricolore rosso, bianco e blu su base grigia.

### Hardware
Il dispositivo ha un design a conchiglia e un display AMOLED dinamico da 6,7" con rapporto d'aspetto 21:9 e supporto per HDR10+. Lo schermo ha un foro circolare nella parte superiore del display per la fotocamera frontale. L'esterno presenta un piccolo display esterno da 1,1" adiacente al modulo della fotocamera, che può visualizzare l'ora, la data e lo stato della batteria, interagire con le notifiche, rispondere alle chiamate telefoniche e fungere da mirino. Vengono utilizzati il SoC Qualcomm Snapdragon 855+ e la GPU Adreno 640 (Sanpdragon 865+ e Adreno 650 nella versione 5G), con 8 GB di RAM LPDDR4X e 256 GB di spazio per l'archiviazione interna UFS 3.0 non espandibile. Utilizza due batterie per una capacità totale di 3300 mAh ricaricabili tramite USB-C fino a 15 W cablate o in modalità wireless tramite Qi. Il pulsante di accensione è incorporato nel telaio e funge anche da sensore di impronte digitali, mentre i tasti del volume sono posizionati sopra. Sul retro è presente una doppia fotocamera con un sensore principale da 12 MP e un sensore ultragrandangolare da 12 MP, mentre la fotocamera frontale è da 10 MP.

### Software
Il Z Flip ha preinstallato Android 10 con interfaccia One UI 2.1 (successivamente aggiornata alla versione 2.5) di Samsung. La funzionalità a schermo diviso, denominata "Modalità Flex", è supportata da alcune app come YouTube e Google Duo.
A dicembre 2020 riceve l'aggiornamento ad Android 11 con One UI 3.0, poi aggiornata alla versione 3.1 a febbraio 2021 e successivamente alla 3.1.1.
Fra dicembre 2021 e gennaio 2022 comincia a ricevere Android 12 con One UI 4.0 in versione stabile, aggiornata a partire da marzo dello stesso anno alla versione 4.1 e da settembre alla versione 4.1.1.

## Critiche
Al lancio, Z Flip ha ricevuto recensioni positive e negative. Sascha Segan di PC Magazine ha dato a Z Flip un 3/5, affermando che "il Samsung Galaxy Z Flip è il primo telefono pieghevole a funzionare davvero, ma è ancora un oggetto di moda costoso e potenzialmente fragile piuttosto che un successo tradizionale". Jessica Dolcourt di CNET ha dato a Z Flip un 7.9 / 10, definendolo "un dispositivo coeso che è facile da prendere e usare subito". La lode è stata rivolta verso l'hardware di punta, il fattore di forma, il software / interfaccia utente, il display e la fotocamera, mentre le critiche sono andate al prezzo, alle dimensioni del display della copertina e alla percezione della fragilità generale. Dolcourt ha definito la modalità Flex "la caratteristica più singolare, interessante ed efficace di gran lunga", pur rilevando che la durata della batteria era solo nella media e la maggior parte dei contenuti multimediali era incompatibile con le proporzioni del dispositivo, con conseguente pillarboxing. Dieter Bohn di The Verge ha dato a Z Flip un 6/10, concludendo che "come con i precedenti telefoni pieghevoli è un esperimento più costoso di un prodotto reale che chiunque dovrebbe comprare". Bohn ha elogiato le prestazioni e il design della cerniera, ma ha criticato il prezzo e le fotocamere, rilevando che il rivestimento in plastica dello schermo era ancora suscettibile ai graffi. Chris Velazco di Engadget ha dato a Z Flip un 78, lodando il fattore di forma, le prestazioni e le telecamere mentre criticava la visualizzazione della copertina e la fragilità generale.

## Galleria d'immagini

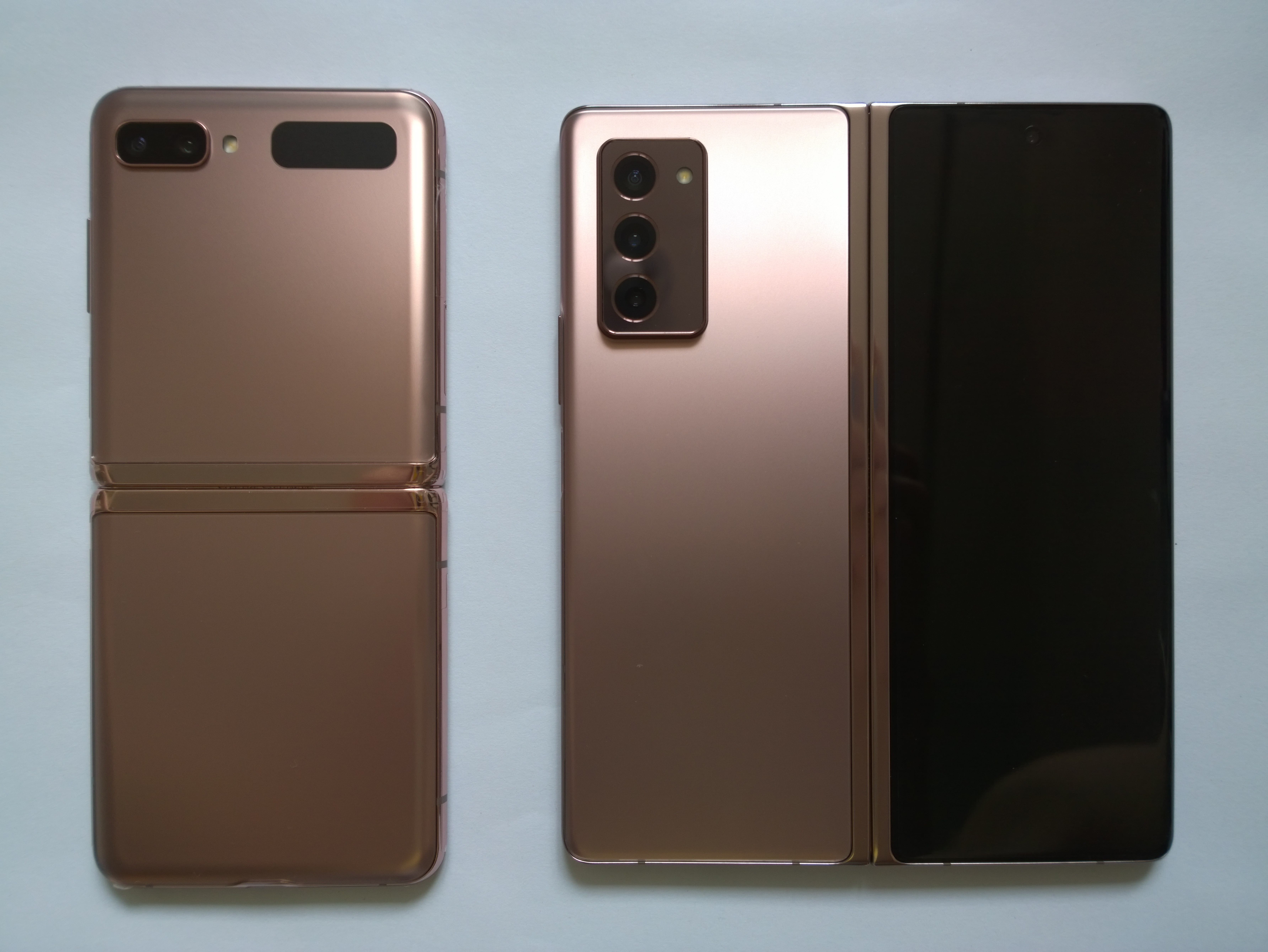
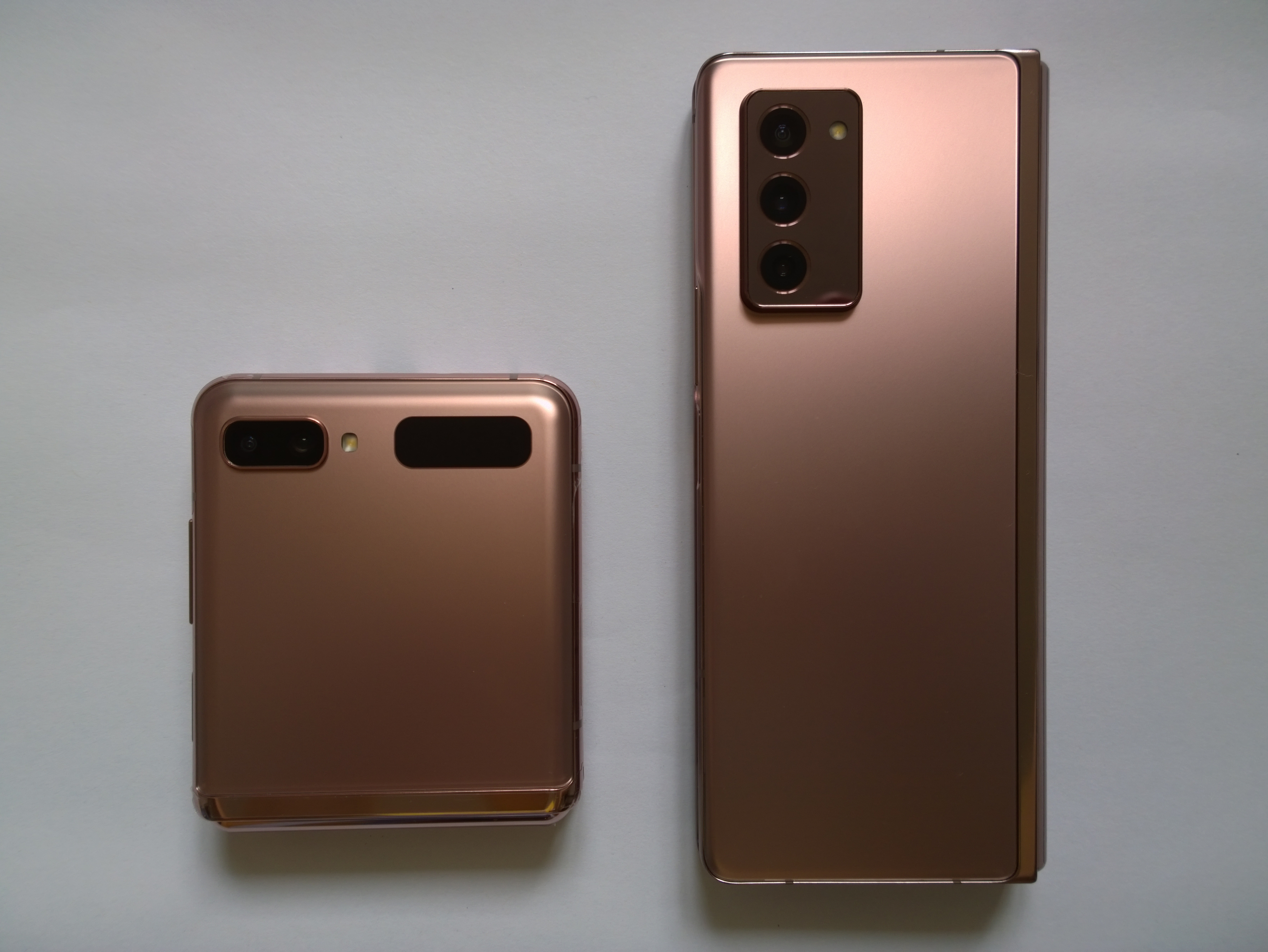
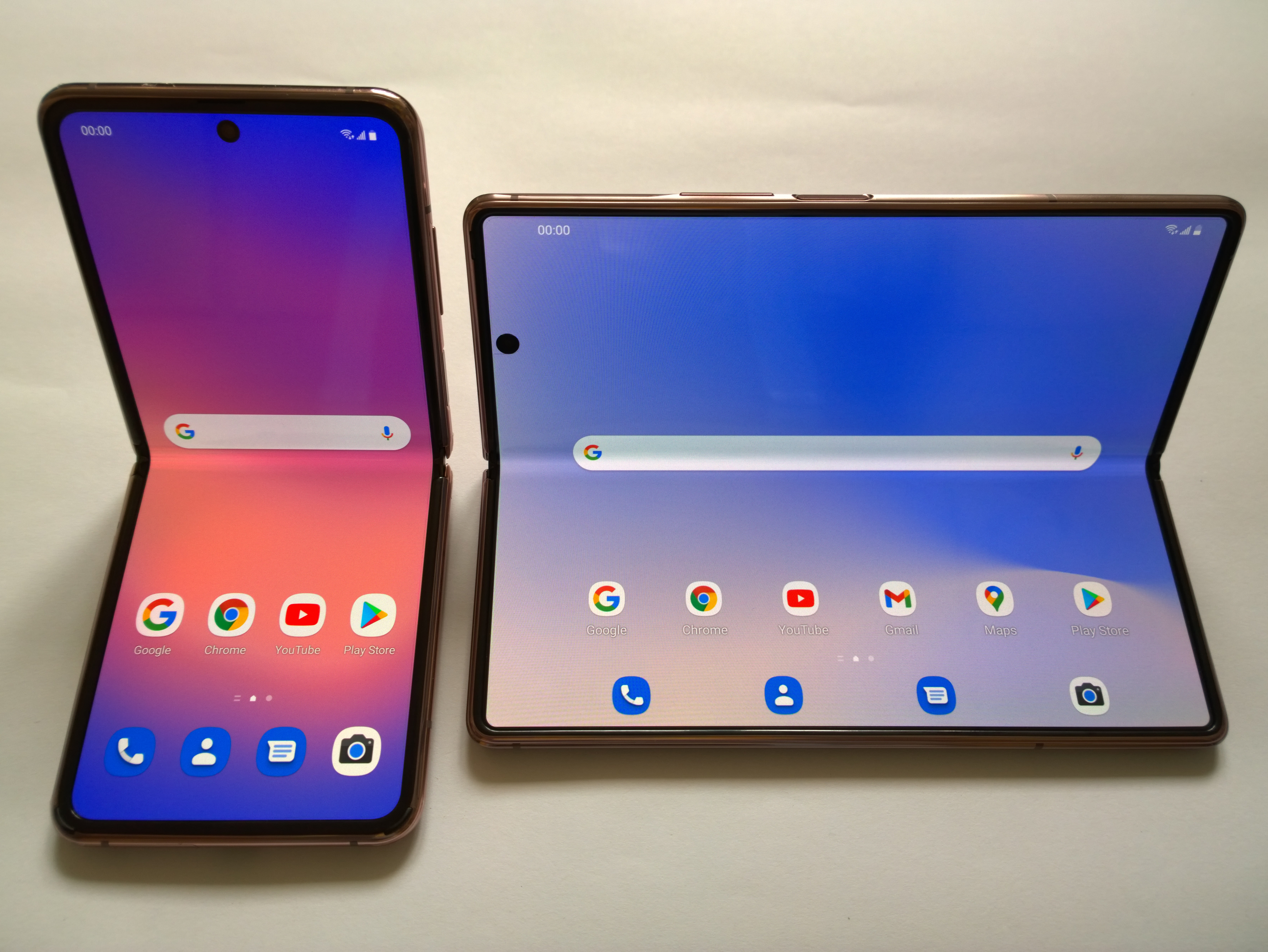
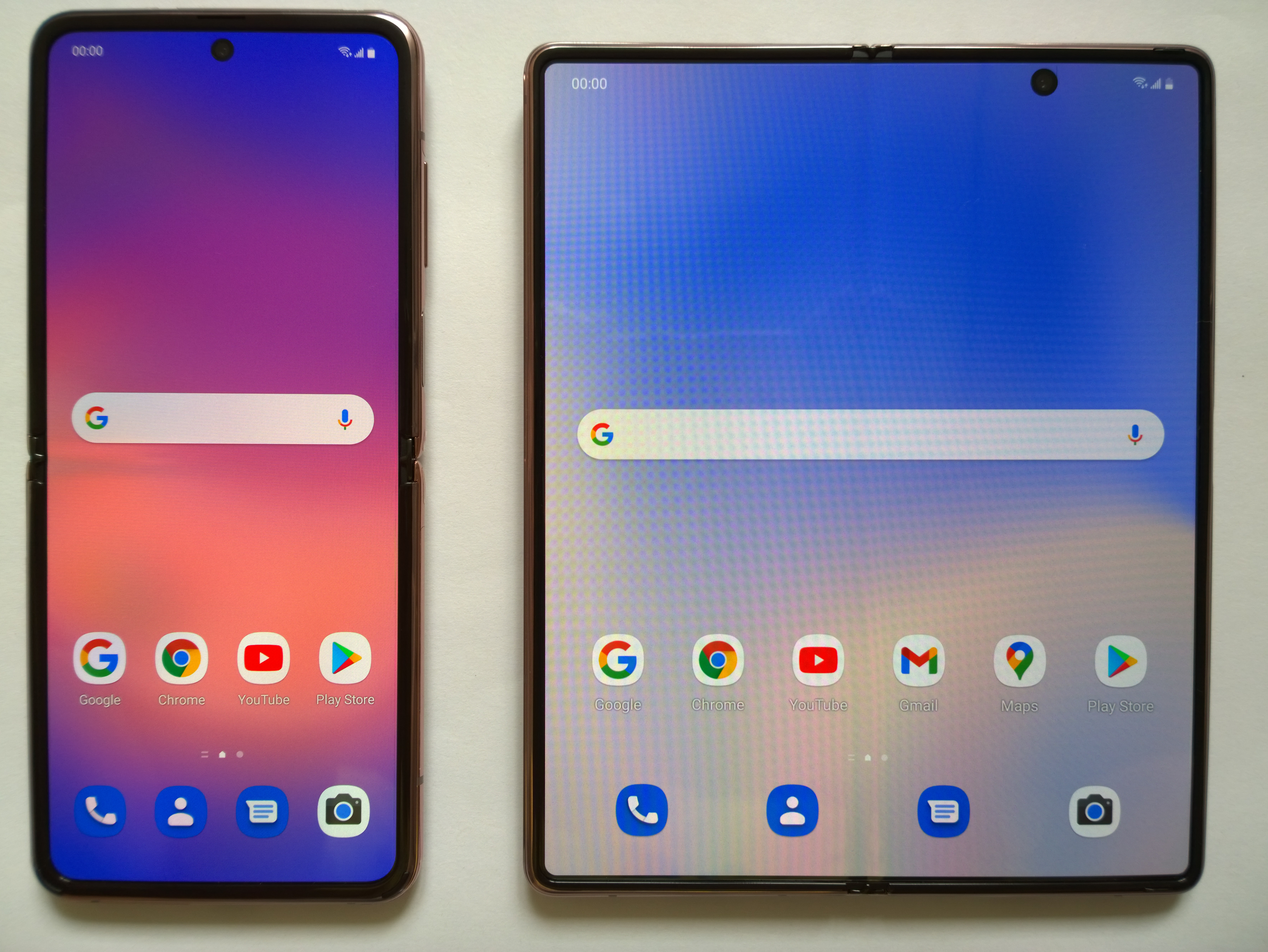